# Promet Litve
Litavski prometni sustav još je prilično zaostao; raspolaže s 68.000 km cesta i s jedva 2000 km željezničkih pruga od kojih je elektrificirano samo 100 km. Povezivanje s cestovnom i željezničkom mrežom zapadne Europe sada je u tijeku. Trgovačka mornarica raspolaže s dosta brodova kojima su matične luke Klaipeda i Palanga.